# ساحرات لاسباوليس
تشير ساحرات لاسباوليس إلى النساء اللواتي أعدمن بتهمة السحر في لاسباوليس (هويسكا) في عام 1593. تم إلقاء اللوم على ما مجموعه 24 امرأة، كثير منهن معالجات تقليديات، لتسميم آبار المنطقة واختطاف الأطفال للشيطان في يوم سبت الساحرات. تعرضوا للتعذيب وأحرقوا أحياء. أصبحت محاكمة الساحرات مشهورة في المنطقة: تم إنشاء حديقة، Brujas de Laspaúles، ومتحف مخصص لمطاردة الساحرات.